# Аслан-хан
Асла́н-хан (1781— 17 квітня 1836) — 6-й володар Газікумухського ханства в 1820—1836 роках, 2-й Кюринський хан у 1812—1836 роках, аварський нуцал у 1834—1836 роках.

## Життєпис

### Кюринський хан
Походив з лакської гілки газікумухських шамхалів. Середній син Шахмардан-бека, хана Кюри, та айменей, доньки Мухаммад-нуцала IV, правителя Аварського ханства.
Після смерті батька у 1788 році оголошений правителем, оскільки старші його брати були чанка (народилися від наложниць). Проте вже 1789 року був повалений стрийком Сурхай-ханом II, володарем Газікумуським. В результаті Аслан втік до Персії, а звідти перебрався до Османської імперії. деякий час перебував на службі на паше еялету Чилдир.
1803 року Аслан-бек почав таємні перемовини з російським командувачем І.Гудовичем щодо прийняти підданства Російської імперії в обмін на повернення майна та володіння Кюри. 1809 року прибув до В.Рпіна, коменданта Баку. Того ж року спільно з росіянами брав участь у військовій кампанії в Південному Дагестані, де завдав поразки Нух-беку, своєму стриєчному брату. 1811 року загони останнього остаточно вигнано з Кюринського ханства. Його правителем затверджено Аслан-бека. 4 січня 1812 року підписав з російськими представниками (генерал-майором М. М. Хотунцовим і колезьким радником С. М. Могилевським) угоду, за якою в селі Курах розташовувала російська залога з 2 батальйонів піхоти і сотні козаків. Хан зобов'язувався усіма заходами намагатися привести в покірність Росії сусідні вільні суспільства, сплачувати данину у 3 тис. золотих і 3 тис. чвертів хліба. Як доказ вірності віддав в аманати росіянам старшого сина Нуцал-агу та синів 2 найшанованіших кюринських старійшин. Натомість Аслан-бек отримав звання полковника, прапор з російським гербом і срібну шаблю.
Протягом 1812 року відбувалися прикордонні сутички з синами Сурхзай-хана II. Разом з тим брати Аслан-бека — Гасан-ага і Фаталі-ага зуміли втекти з Газі-Кумуха до Кураха, чим покращили становище Аслан-бека.

### Газікумуський хан
1820 року після повалення Сурхай-хана II російський намісник О.Єрмолов сприяв передачі Газікумуського ханство Аслан-беку. Тепер ханство стало зватися Кюрі-Газікумуським. У зв'язку з цим у грудні 1820 року укладено нову угоду від асланом і російською адміністрацією, підтвердивши раніше надану присягу підданства. Натомість отримав звання генерал-майора і орден Св. Георгія 4-го ступеню.
Разом з тим посилення податкового тягаря та додаткових виплат на російські війська та адміністрацію, що перебували в Дагестані поступово налаштовувалося населення на спротив. З огляду на це хан почав провадити антиросійську політику: він підтримував зародження мюридизму на своїх землях, був покровителем шейха Мухаммеда Яразького. Аслан-хан декілька разів забороняв пересування російських військ через Курах і Газі-Кумух, що призводило до розорення місцевого населення. Водночас демонстрував російській владі свою покору.
1831 року надавав допомогу росіянам у боротьбі з імамом Газі-Мухаммадом. 1834 року після загибелі Сурхая I Абу-Султана I, вбитих імамом Гамзат-беком, за підтримки росіян стає аварським ханом. Помер 1836 року. Йому спадкував старший син Нуцал-ага-хан.